# Хвороба Альцгеймера
Хвороба Альцгеймера, також сенільна деменція Альцгеймерівського типу — один із різновидів деменції, який уражає близько 6 % (одного з 16) людей віком понад 65 років. Названа на честь німецького психіатра і невролога Алоїза Альцгеймера.
Існують різновиди цієї хвороби, які також уражають людей молодшого віку. Пошкоджується «сіра речовина» головного мозку, що призводить до втрати пам'яті й прогресуючого слабоумства. Це порушення мозкових процесів, не фізичних функцій. Воно зумовлене накопиченням β-амілоїду[джерело?] (продукту розпаду білка, попередника амілоїду — Amyloid Precursor Protein або скорочено APP), здатного до утворення волоконних структур (fibrils). Науковці, які займаються вивченням цієї хвороби, поділилися на два табори: одні відстоюють важливу роль тау-білка (tau protein), а інші — β-амілоїду (Аβ) і його різновидів (Аβ42, Аβ40, олігомерних форм обох різновидів, а також їх N-термінальних модифікацій) у розвитку і перебігу хвороби.

## Історія дослідження
Лікарі і філософи Стародавньої Греції і Риму пов'язували старість з ослабленням розуму, однак тільки 1901 року німецький психіатр Алоїз Альцгеймер виявив випадок хвороби, яку згодом назвали його ім'ям. Аналіз захворювання п'ятидесятирічної Августи Д. він опублікував вперше 1906 року вже після смерті пацієнтки.
Впродовж наступних п'яти років у медичній літературі з'явилося ще одинадцять схожих описів, причому автори деяких з них вже використовували термін «хвороба Альцгеймера». Еміль Крепелін став першим, хто назвав хворобу Альцгеймера самостійним захворюванням. 1910 року він виділив її як підтип сенільної деменції у восьмому виданні свого підручника з психіатрії, давши їй паралельну назву «пресенільна деменція».
Діагноз хвороби Альцгеймера впродовж більшої частини XX століття ставили лише відносно молодим пацієнтам, у яких перші симптоми деменції з'явилися у віці від 45 до 65 років. Термінологія змінилася після проведеної 1977 року конференції з хвороби Альцгеймера, учасники якої прийшли до висновку, що клінічні і патологічні прояви пресенільної і сенільної деменцій практично ідентичні, хоча і не виключили існування етіологічних відмінностей. Поступово діагноз стали ставити незалежно від віку, хоча якийсь час для опису хвороби в осіб старше 65 років все ще використовували термін «сенільна деменція Альцгеймерского типу» (SDAT), залишаючи «класичний» діагноз хвороби Альцгеймера для більш молодих. У підсумку термін «хвороба Альцгеймера» формально прийняли в медичну номенклатуру як назву захворювання, яке діагностується незалежно від віку, при наявності відповідних симптомів, що розвиваються характерним чином і супроводжуються появою типових нейропатологічних ознак.
У 2022 році розслідування журналу «Science» показало, що з 2006 року так звана амілоїдна гіпотеза (стверджує про зв'язок між симптомами хвороби та накопиченням β-амілоїдів у тканинах мозку) мала фальшиві докази і через це великі кошти, виділені на розробку ліків, було змарновано. Водночас частина дослідників наполягає, що в цілому гіпотеза все ще життєздатна.
У 2024 році вчені з Університету Північної Кароліни в Чапел-Гілл розробили платформу доставки ліків на основі амілоїдних волокон. Ці волокна розкручуються та вивільняють ліки при певній температурі, що робить їх перспективними для лікування нейродегенеративних захворювань, таких як хвороба Альцгеймера. Дослідники вивчили пептид бета-амілоїду-42, який утворює амілоїдні бляшки в мозку людей з хворобою Альцгеймера. Вони синтезували його варіації та визначили, як контролювати формування та скручування цих молекул. Здатність амілоїдних структур розкручуватися та деградувати може допомогти видалити бляшки при нейродегенеративних захворюваннях. Напрямок скручування амілоїдних фібрил пов'язано з різними станами прогресування захворювання. Використовуючи спектроскопічні та мікроскопічні методи, дослідники вивчили взаємодію пептидів та їх характеристики. Вони встановили, що N-кінцевий домен пептиду визначає форму амілоїдної структури, а C-кінцевий домен — напрямок її скручування. Вчені розробили пептиди, які можуть перемикатися між ліво- та правостороннім скручуванням у відповідь на зміну температури. Ця інверсія скручування робить матеріал сприйнятливим до деградації природними білками, що робить його перспективним для доставки ліків.

## Епідеміологія
| Вік, років | Захворюваність (нові випадки) на тисячу людино-років |
| ---------- | ---------------------------------------------------- |
| 65-69      | 3                                                    |
| 70-74      | 6                                                    |
| 75-79      | 9                                                    |
| 80-84      | 23                                                   |
| 85-89      | 40                                                   |
| 90-        | 69                                                   |

Поширеність хвороби Альцгеймера та інших деменцій серед людей непрацездатного віку на 100 000 населення у 2004 році
дані відсутні
≤ 50
50–70
70–90
90–110
110–130
130–150
150–170
170–190
190–210
210–230
230–250
≥ 250

Два основні показники, що використовуються в епідеміологічних дослідженнях — захворюваність та поширеність захворювання. Захворюваність відображає число нових випадків на одиницю людино-часу (зазвичай кількість нових випадків на тисячу людей за рік), а хворобливість говорить про загальну кількість уражених хворобою в популяції на конкретний момент часу.
Когортні лонгітюдні дослідження (в ході яких спочатку здорова популяція відстежується впродовж багатьох років) свідчать про захворюваність на рівні 10-15 нових випадків на тисячу людей за рік для всіх типів деменції і 5-8 випадків для хвороби Альцгеймера, що становить приблизно половину від загального числа щорічних діагнозів. Похилий вік — головний фактор ризику, що відображається в статистиці. На кожні п'ять років після 65-річного віку показник ризику збільшується приблизно вдвічі, виростаючи від 3 випадків в 65 років до 69 випадків до 95 років. Існують і статеві відмінності — жінки частіше хворіють на хворобу Альцгеймера, особливо після 85 років.
Поширеність хвороби в популяції залежить від різних факторів, у тому числі від захворюваності та смертності. Оскільки захворюваність зростає з віком, необхідно неодмінно враховувати середній вік населення у досліджуваній місцевості. У США станом на 2000 рік близько 1,6 % населення, як в цілому, так і в групі 65-74 років, мали хворобу Альцгеймера. У групі 75-84 років цей показник становив уже 19 %, а серед громадян, чий вік перевищив 84 роки, поширеність хвороби становила 42 %. У менш розвинених країнах поширеність хвороби нижча. За даними ВООЗ, 2005 року деменцією страждали 0,379 % світового населення, а прогноз на 2015 рік досягає значення 0,441 % і ще більший відсоток населення 0,556 % може бути уражених хворобою до 2030 року.
Інше дослідження свідчить про те, що 2006 року поширеність хвороби у світі становила 0,40 % (розкид 0.17-0.89 %, абсолютна кількість — 26 600 тисяч осіб з розкидом 11.4-59.4 млн.) і передбачає, що пайовий показник зросте втричі, а от абсолютна кількість хворих — вчетверо до 2050 року.

## Стадії розвитку захворювання
Розвиток хвороби поділяють на чотири стадії з прогресуючою картиною когнітивних і функціональних порушень.

### Предеменція
Перші симптоми часто плутають з проявами старіння або реакцією на стрес. Найбільш ранні когнітивні труднощі виявляються у деяких людей при детальному нейрокогнітивному діагностуванні за вісім років до встановлення діагнозу. Ці початкові симптоми можуть позначатися на виконанні найскладніших повсякденних завдань. Найпомітніші розлади короткочасної пам'яті, що виявляються в ускладненні при спробі згадати недавно завчені факти і в нездатності засвоїти нову інформацію. Малопомітні проблеми виконавчих функцій: зосередженості, планування, когнітивної гнучкості і абстрактного мислення, порушення семантичної пам'яті (пам'ять про значення слів, про взаємовідносини концепцій), також можуть бути симптомом ранніх стадій хвороби Альцгеймера.
На цій стадії може відзначатися апатія, яка залишається найстійкішим нейропсихіатричним симптомом протягом всього захворювання. Також поширеними є депресивні симптоми, дратівливість і зниження уваги до незначних ускладнень пам'яті. Доклінічну стадію називають «м'яким когнітивним порушенням» (МКП, англ. MCI), але ведуться суперечки про те, чи використовувати останню назву для позначення першої стадії хвороби Альцгеймера або виділити в окрему діагностичну одиницю. МКП може бути разом з багатьма симптомами, коли втрата пам'яті є переважаючим симптомом, тоді кажуть про «амнестичну МКП», яка здебільшого розглядається як продромальний період хвороби Альцгеймера.

### Рання деменція
Прогресуюче зниження пам'яті і агнозія при хворобі Альцгеймера рано чи пізно ведуть діагноз до підтвердження. У невеликої кількості пацієнтів при цьому на перший план виступають не розлади пам'яті, а порушення мови, виконавчих функцій, сприйняття або рухові порушення (апраксія). Хвороба по-різному відбивається на різних аспектах пам'яті. Старі спогади про власне життя (епізодична пам'ять), давно завчені факти (семантична пам'ять), імпліцитна пам'ять (неусвідомлена «пам'ять тіла» про послідовність дій, наприклад, про те, як використовувати столові прилади) у меншій мірі схильні до розладу в порівнянні з новими фактами або спогадами.
Порушення мови загалом характеризується збіднінням словникового запасу і зниженою побіжністю мови, що в цілому послаблює здатність до словесного та письмового вираження думок. На цій стадії хвороби людина зазвичай здатна адекватно оперувати простими поняттями при мовному спілкуванні. При малюванні, письмі, надяганні одягу та інших задачах з використанням дрібної моторики, людина може здаватися незграбною через певні проблеми з координацією і плануванням рухів. У міру розвитку хвороби людина найчастіше цілком здатна виконувати багато завдань незалежно, проте їй можуть знадобитися допомога або догляд при спробі провести маніпуляції, що вимагають особливих когнітивних зусиль.

### Помірна деменція
Здатність до незалежних дій знижується через прогресуюче погіршення стану. Розлади мови стають очевидними, тому що з втратою доступу до словникового запасу людина все частіше підбирає неправильні слова на заміну забутим (парафраз). Також відбувається втрата навичок читання та письма. З часом все більше порушується координація рухів при виконанні складних послідовностей рухів, що знижує здатність людини справлятися з більшістю повсякденних завдань. На цьому етапі посилюються проблеми з пам'яттю, і хворий може не впізнавати близьких родичів. Тепер довготривала пам'ять також порушується і відхилення у поведінці стають помітнішими. Звичайними є такі нейропсихіатричні прояви як блукання, вечірнє загострення (англ. sundowning), дратівливість і емоційна лабільність, що виявляється в плачі, спонтанній агресії або в спротиві догляду. Синдром помилкової ідентифікації та інші симптоми марення розвиваються приблизно у 30 % пацієнтів. У родичів хворого і осіб, що його доглядають, ці прояви породжують стрес, який може бути пом'якшений переміщенням пацієнта з-під домашнього догляду в стаціонарний заклад.

### Тяжка деменція
На останній стадії хвороби Альцгеймера пацієнт повністю залежить від сторонньої допомоги. Володіння мовою скорочується до використання одиничних фраз і навіть окремих слів, і в підсумку мовлення повністю втрачається. Незважаючи на втрату вербальних навичок, пацієнти часто здатні розуміти і відповідати взаємністю на емоційні звертання до них. Хоча на цьому етапі все ще можуть бути прояви агресії, набагато частіше стан хворого характеризується апатією і виснаженням, і з якогось моменту він не в стані здійснити навіть найпростішу дію без зовнішньої допомоги. Хворий втрачає м'язову масу, пересувається насилу і на певному етапі виявляється не в силах залишити ліжко, а потім і самостійно харчуватися. Смерть зазвичай настає внаслідок стороннього чинника, такого як пролежнева виразка або пневмонія, а не з вини власне хвороби Альцгеймера.

## Патогенез

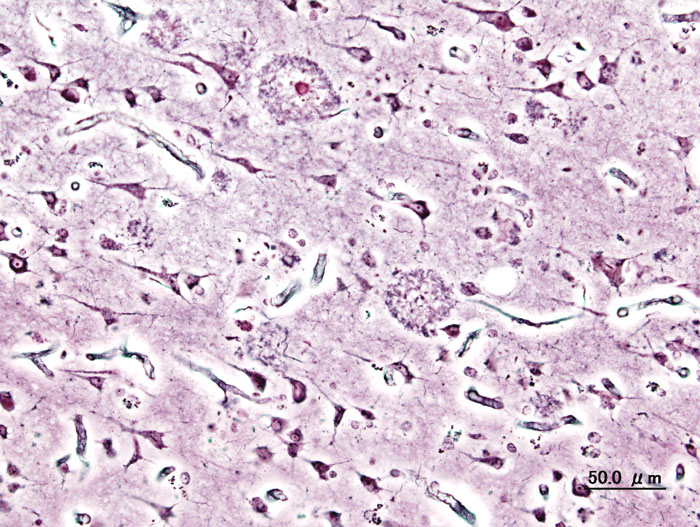
Гістопатологічний зразок ділянки кори головного мозку з сенільними бляшками. Імпрегнація сріблом.

### Нейрологічні ураження
Хвороба характеризується втратою нейронів і синаптичних зв'язків в корі головного мозку і певних субкортикальних областях. Загибель клітин призводить до вираженої атрофії уражених ділянок, у тому числі до дегенерації скроневих і тім'яної часток, ділянок фронтальної кори і поясної звивини.
Як амілоїдні бляшки, так і нейрофібриллярні клубки добре помітні під мікроскопом при посмертному аналізі зразків мозку хворих. Бляшки являють собою щільні, в більшості випадків нерозчинні відкладення бета-амілоїду і клітинного матеріалу всередині і зовні нейронів. Усередині нервових клітин вони ростуть, утворюючи нерозчинні закручені сплетіння волокон, часто звані клубками. У багатьох літніх людей у мозку утворюється деяка кількість бляшок і клубків, однак при хворобі Альцгеймера їх більше в певних ділянках мозку, таких як скроневі частки.

### Біохімія

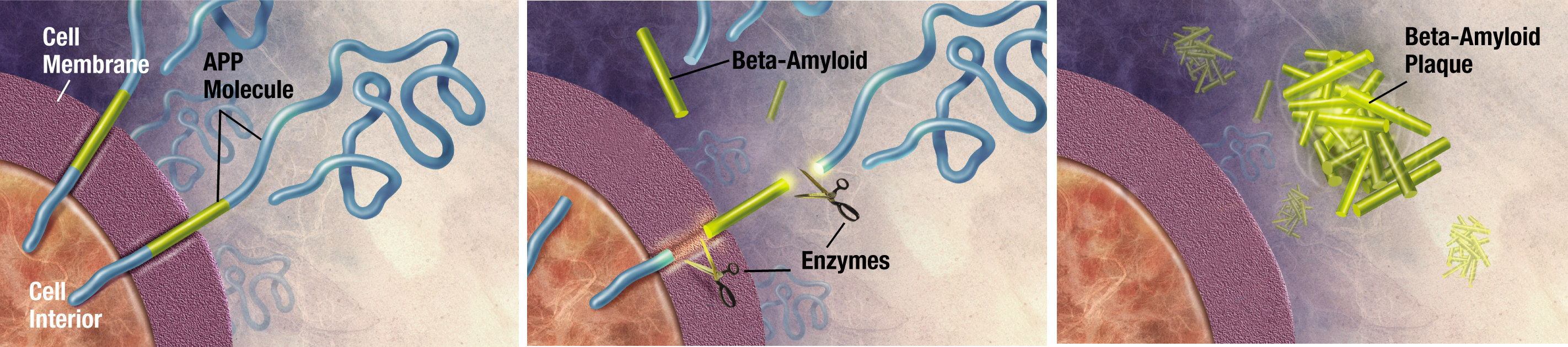
Ферменти розрізають попередника бета-амілоїда на ділянки, одна з яких відіграє провідну роль у формуванні сенільних бляшок при хворобі Альцгеймера.

Встановлено, що хвороба Альцгеймера — протеїнопатія, захворювання, пов'язане з накопиченням у тканинах мозку ненормально згорнутих білків — бета-амілоїду і тау-білка. Бляшки утворюються з малих пептидів завдовжки 39-43 амінокислоти, іменованих бета-амілоїд (також A-beta, Aβ). Бета-амілоїд — фрагмент більш великого білка-попередника — APP. Цей трансмембранний білок відіграє важливу роль у зростанні нейрона, його виживання та відновлення після ушкоджень.
При хворобі Альцгеймера з невідомих поки що причин APP піддається протеолізу — поділяється на пептиди під впливом ферментів. Бета-амілоїдні нитки, утворені одним з пептидів, злипаються в міжклітинному просторі в щільні утворення, відомі як сенільні бляшки.

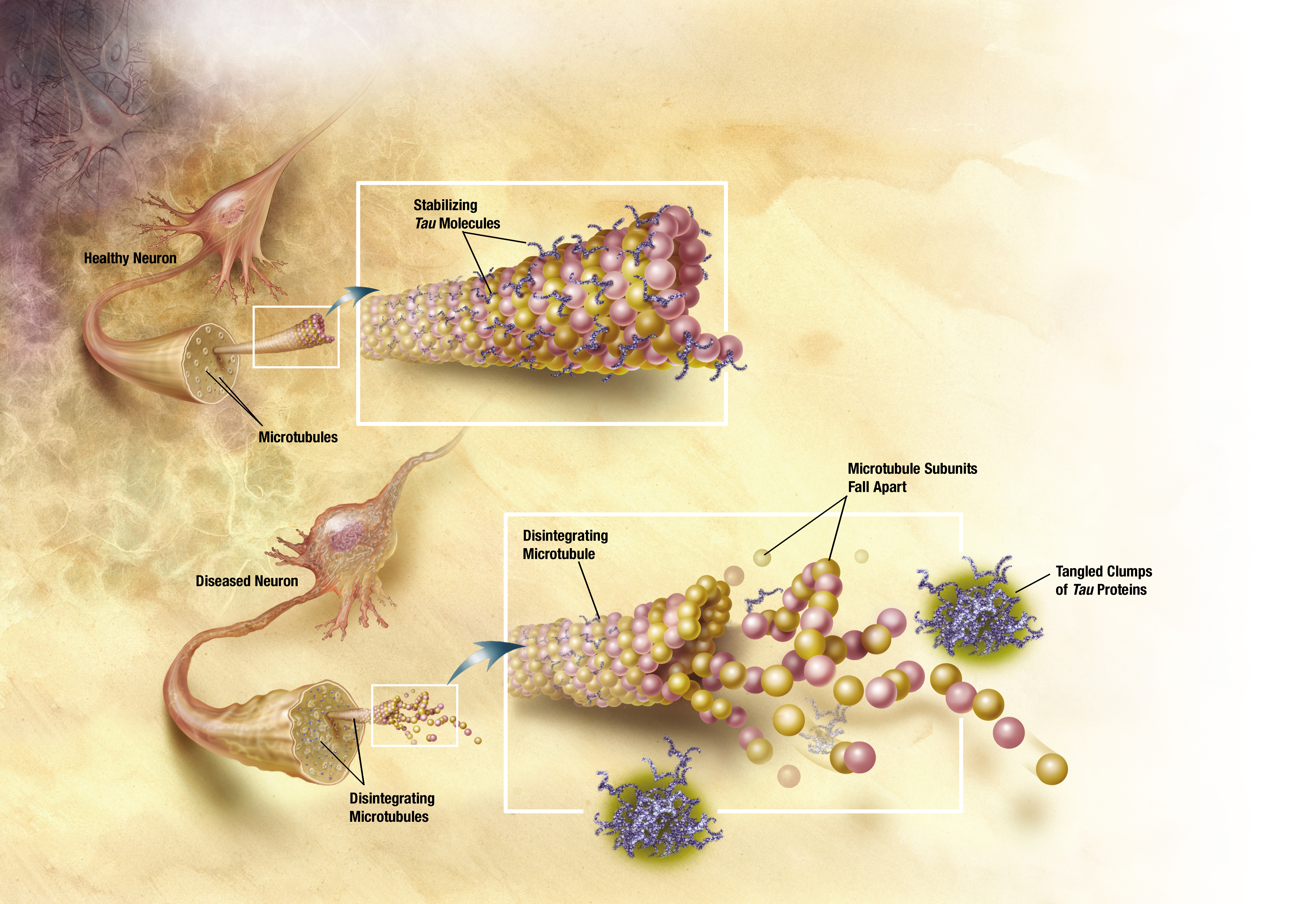
При хворобі Альцгеймера зміни в структурі тау-білка призводять до дезінтеграції мікротрубочок у клітинах мозку.

Більш специфічно, хворобу Альцгеймера відносять також до таупатій — хвороб, пов'язаних з ненормальною агрегацією тау-білка. Кожен нейрон містить цитоскелет, почасти складений з мікротрубочок, які діють подібно рейкам, направляючи поживні речовини та інші молекули з центру на периферію клітини, до закінчення аксона, — і назад. Тау-білок, поряд з кількома іншими білками, асоційованими з мікротрубочками, зокрема, після фосфоризації, він їх стабілізує. При хворобі Альцгеймера тау-білок піддається надлишковому фосфорилюванню, через що нитки білка починають зв'язуватися одна з іншою, злипатися в нейрофібрилярні клубки і руйнувати транспортну систему нейрона.

### Безпосередній патологічний механізм
Невідомо, як саме порушення синтезу і подальше скупчення бета-амілоїдних пептидів спричинює патологічні відхилення при хворобі Альцгеймера. Амілоїдна гіпотеза традиційно вказувала на скупчення бета-амілоїду як на основну подію, що запускає процес нейронної дегенерації.
Вважається, що відкладення порушують гомеостаз іонів кальцію в клітині і провокують апоптоз. Відомо, що місцем скупчення Aβ в нейронах пацієнтів є мітохондрії, також цей пептид інгібує роботу деяких ферментів і впливає на використання глюкози.
Запальні процеси і цитокіни можуть відігравати роль у патофізіології. Оскільки запалення є ознакою ушкодження тканин при будь-якому захворюванні, при хворобі Альцгеймера воно може грати вторинну роль по відношенню до основної патології або представляти собою маркер імунної реакції.

### Генетика
Відомі три гени, мутації яких в основному дозволяють пояснити походження рідкісної ранньої форми, проте поширена форма хвороби Альцгеймера поки не вкладається в рамки виключно генетичної моделі. Найбільш вираженим генетичним фактором ризику тепер вважається APOE, але варіації цього гена асоційовані лише з деякими випадками хвороби.
Менше 10 % випадків хвороби у віці до 60 років пов'язані з аутосомно-домінантними (сімейними) мутаціями, які в загальному масиві складають менше 0,01 %. Мутації виявлені в генах APP (хромосома 21), PSEN1 і PSEN2, більшість з них посилюють синтез малого білка Abeta42, основного компонента сенільних бляшок.
У родинах більшості хворих не відзначається схильності до захворювання, проте гени можуть частково обумовлювати ризик. Найвідоміший генетичний фактор ризику — успадковується алель E4 гена APOE, з якою може бути пов'язано до половини випадків пізньої спорадичної хвороби Альцгеймера. Генетики погоджуються на тому, що багато інших генів можуть в якійсь мірі сприяти або перешкоджати розвитку пізньої хвороби Альцгеймера. Всього з цим поширеним типом хвороби підтверджено асоціацію понад з 400 генами. Один з недавніх прикладів — варіація гена RELN, пов'язана з підвищеною захворюваністю у жінок.

## Діагностика

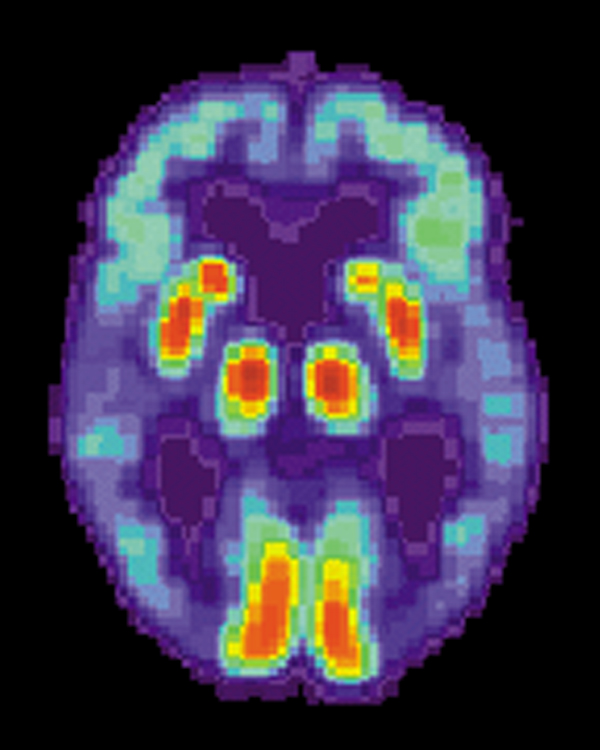
PET-сканування мозку при хворобі Альцгеймера демонструє згасання активності у скроневих частках.

Клінічний діагноз хвороби Альцгеймера звичайно заснований на історії пацієнта (анамнезі життя), історії його родичів і клінічних спостережень (спадковому анамнезі), при цьому враховуються характерні неврологічні та нейропсихологічні ознаки і виключаються альтернативні діагнози.
Для того, щоб відрізнити хворобу від інших нозологій і різновидів деменції, використовуються складні методи медичної візуалізації — комп'ютерна томографія, магнітно-резонансна томографія, Однофотонна емісійна комп'ютерна томографія або позитрон-емісійна томографія.
Для більш точної оцінки стану проводиться тестування інтелектуальних функцій, в тому числі пам'яті. Медичні організації розробляють діагностичні критерії з метою полегшити діагностику практикуючому лікарю і стандартизувати процес постановки діагнозу. Іноді діагноз підтверджується або встановлюється посмертно при гістологічному аналізі тканин мозку.

### Діагностичні критерії
У США Національний інститут неврологічних і комунікативних розладів та інсульту (NINDS) та Асоціація хвороби Альцгеймера склали найбільш часто використовуваний набір критеріїв для діагностики хвороби Альцгеймера.
Згідно з критеріями, для постановки клінічного діагнозу можливої хвороби Альцгеймера потрібно підтвердити наявність когнітивних порушень і можливого синдрому деменції в ході нейропсихологічного тестування. Для остаточного підтвердження діагнозу необхідний гістопатологічних аналіз тканин мозку, і в ході звірки прижиттєвих діагнозів за критеріями з посмертним аналізом були відзначені висока статистична надійність і верифікація.
Найчастіше порушення при хворобі Альцгеймера зачіпають вісім доменів: пам'ять, мовні навички, здатність сприймати навколишнє, конструктивні здібності, орієнтування в просторі, часі й власній особистості, навички вирішення проблем, функціонування, самозабезпечення. Ці домени еквівалентні критеріям NINCDS-ADRDA, перерахованим в DSM-IV-TR.

### Діагностичні інструменти

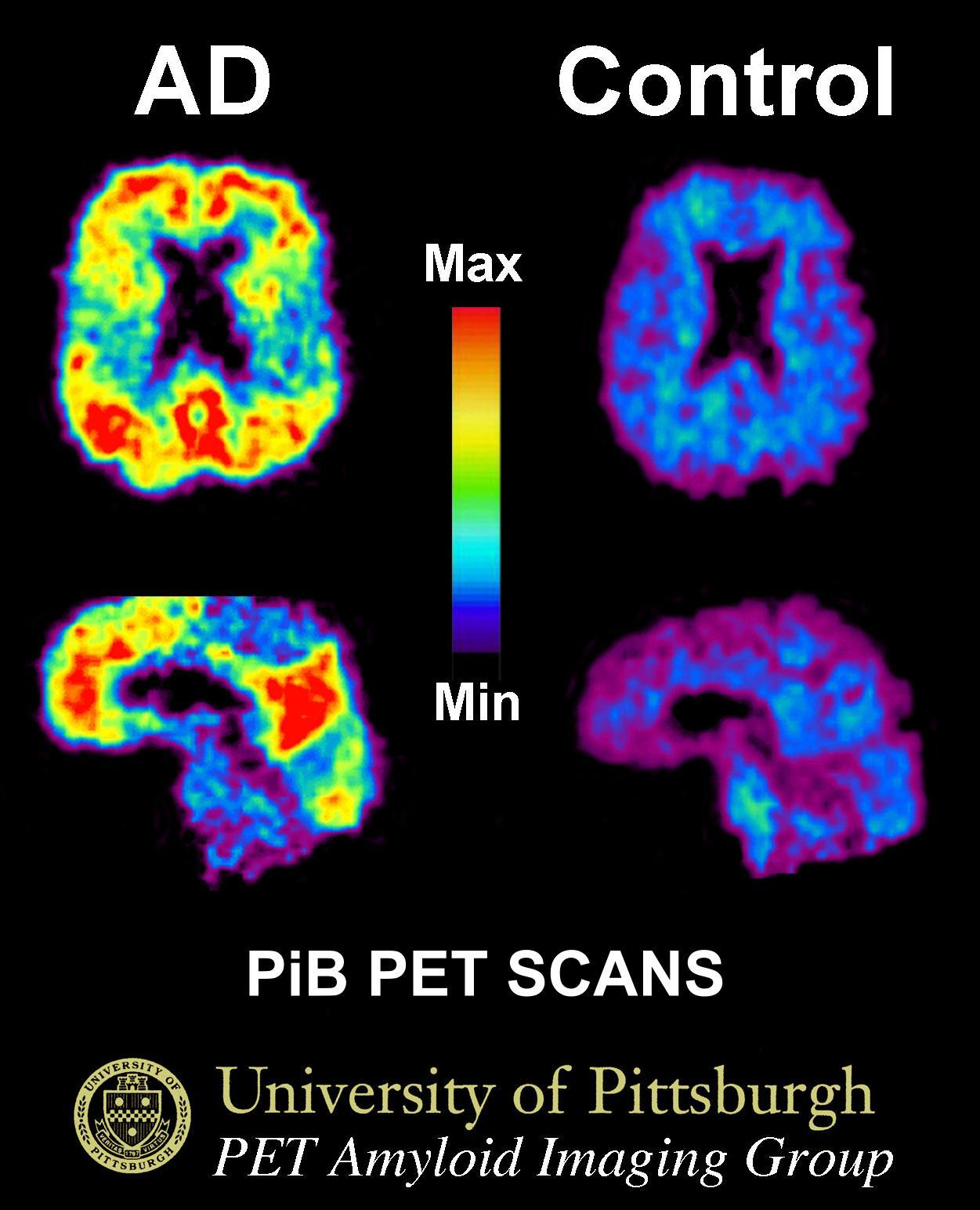
ПЕТ-сканування: при хворобі Альцгеймера, введений в організм Піттсбурзький розчин B накопичується в мозку, закріплюючись у відкладеннях бета-амілоїду (ліворуч). Праворуч — мозок літньої людини без хвороби ознак Альцгеймера

Нейропсихологічні тести, наприклад, MMSE, широко застосовуються для оцінки когнітивних порушень, які повинні розвиватися при захворюванні. Для отримання надійних результатів потрібні більш розгорнуті набори тестів, особливо на ранніх стадіях хвороби. На початкових стадіях хвороби неврологічний огляд звичайно не показує нічого незвичайного, за винятком явних когнітивних відхилень, які можуть нагадувати звичайну деменцію. Зважаючи на це, для диференціальної діагностики хвороби Альцгеймера та інших захворювань важливе розширене неврологічне дослідження. Бесіда з членами родини також використовується при оцінці перебігу хвороби, оскільки близькі родичі можуть надати важливу інформацію про рівень повсякденної активності людини і про поступове зниженні його розумових здібностей. Оскільки сам пацієнт зазвичай не помічає порушень, точка зору людей, які доглядають за ним, особливо важлива. Водночас у багатьох випадках ранні прояви деменції залишаються непоміченими в сім'ї, і лікар отримує від родичів неточну інформацію. Додаткові тести збагачують картину інформацією про деякі аспекти хвороби або дозволяють виключити інші діагнози. Дослідження крові може виявити альтернативні причини деменції, які іноді навіть піддаються терапії, здатній повернути симптоми назад. Також застосовуються психологічні тести для виявлення депресії, яка може як супроводжувати хворобу Альцгеймера, так і бути причиною когнітивного зниження.
Апаратуру SPECT- і PET-візуалізації при її доступності використовують для підтвердження діагнозу спільно з іншими методами оцінки, що включають аналіз ментального статусу. У людей, які вже страждають від деменції, SPECT дозволяє більш ефективно диференціювати хворобу Альцгеймера від інших причин, у порівнянні зі стандартним тестуванням і вивченням анамнезу. Можливість спостерігати відкладення бета-амілоїду в мозку живих людей з'явилася завдяки створенню в Піттсбурзькому університеті Піттсбурзького розчину B, що зв'язується з амілоїдними відкладеннями при введенні в організм. Короткоживучий радіоактивний ізотоп вуглець-11 у поєднанні дозволяє визначати розподіл цієї речовини в організмі і отримувати картину амілоїдних відкладень у мозку хворого за допомогою ПЕТ-сканера. Показано також, що об'єктивним маркером хвороби може бути утримання бета-амілоїду або тау-білка у спинномозковій рідині. Ці два нові методи активували пропозиції про розробку нових діагностичних критеріїв.
В 2019 році у Медичній школі Вашингтонського Університету розробили аналіз крові, що може розпізнати хворобу на ранній стадії або попередити її виникнення. Дослідники вимірюють рівень бета-амілоїду у крові та прогнозують, скільки його накопичилося у мозку. При поєднанні критичного рівня амілоїду в крові з певним віком та наявністю генетичної варіації APOE4 — людей, які знаходяться у зоні ризику, можна ідентифікувати з точністю до 94 %. Новий метод діагностування проходить випробування та очікується у лікарнях протягом декількох років.

### Діагностика за запахом сечі
У Monell Chemical Senses Center (США) було проведено дослідженнях на трансгенних мишах. За твердженням авторів, доведено, що запах сечі дочасно сигналізує про розвиток хвороби Альцгеймера.

## Фармакотерапія

Молекулярна структура мемантина

Регулюючими агентствами, такими як FDA і EMEA, в наш час [коли?] схвалені чотири препарати для терапії когнітивних порушень при хворобі Альцгеймера — три інгібітори холінестерази і мемантин, NMDA-антагоніст.
Відомою ознакою хвороби Альцгеймера є зниження активності холінергічних нейронів. Інгібітори холінестерази знижують швидкість руйнування ацетилхоліна (ACh), підвищуючи його концентрацію в мозку і компенсуючи втрату ACh, яку спричинює втрата холінергічних нейронів. Станом на 2008 рік, лікарями використовувалися такі АЧ-інгібітори як донепезил, галантамін і ривастигмін (у формі таблеток та пластиря. Є свідчення ефективності цих препаратів на початковій та помірній стадіях, а також деякі підстави для їх застосування на пізній стадії. Тільки донепезил схвалений до застосування при настанні тяжкої деменції. Використання цих препаратів при м'якому когнітивному порушенні не уповільнювало настання хвороби Альцгеймера.
Серед побічних дій препаратів найпоширенішими є відчуття нудоти і блювання, пов'язані з надлишком холінергічної активності, вони виникають у 1-10 % пацієнтів і можуть бути слабо- або помірновираженними. Рідше зустрічаються спазми м'язів, брадикардія, зниження апетиту, втрата ваги, збільшення кислотності шлункового соку.
Збудливий нейротрансмітер глутамат відіграє важливу роль в роботі нервової системи, але його надлишок веде до надмірної активації глутаматних рецепторів і може вспричинити загибель клітин. Цей процес, званий екситотоксичністю, відзначається не тільки при хворобі Альцгеймера але і при інших станах, наприклад, при хворобі Паркінсона і розсіяному склерозі. Препарат під назвою Мемантин, який первісно застосовувався при лікуванні грипу, інгібує активацію глутаматних NMDA-рецепторів. Показана помірна ефективність Мемантину при хворобі Альцгеймера помірної і значної тяжкості, але невідомо, як він діє на ранній стадії. Рідко відзначаються слабко виражені побічні ефекти, серед них — галюцинації, замішання, запаморочення, головний біль і втома. У комбінації з донепезилом Мемантин демонструє «статистично значиму, але клінічно ледь помітну ефективність» у дії на когнітивні показники. У пацієнтів, чия поведінка становить проблему, антипсихотичні препарати можуть певною мірою знизити агресію і впливати на психоз. У той самий час ці препарати викликають серйозні побічні ефекти, зокрема, цереброваскулярні ускладнення, рухові порушення та зниження когнітивних здібностей, що виключає їх повсякденне використання. При тривалому призначенні антипсихотиків при хворобі Альцгеймера відзначається підвищена смертність.
Антитіла можуть змінювати перебіг хвороби Альцгеймера, цілеспрямовано діючи на бета-амілоїд за допомогою імунотерапевтичних препаратів, таких як донанемаб і леканемаб. Ці моноклональні антитіла зв’язуються з амілоїдними бляшками у мозку, сприяючи їхньому видаленню та уповільнюючи когнітивний спад на 20-35%   .

## Профілактика хвороби Альцгеймера

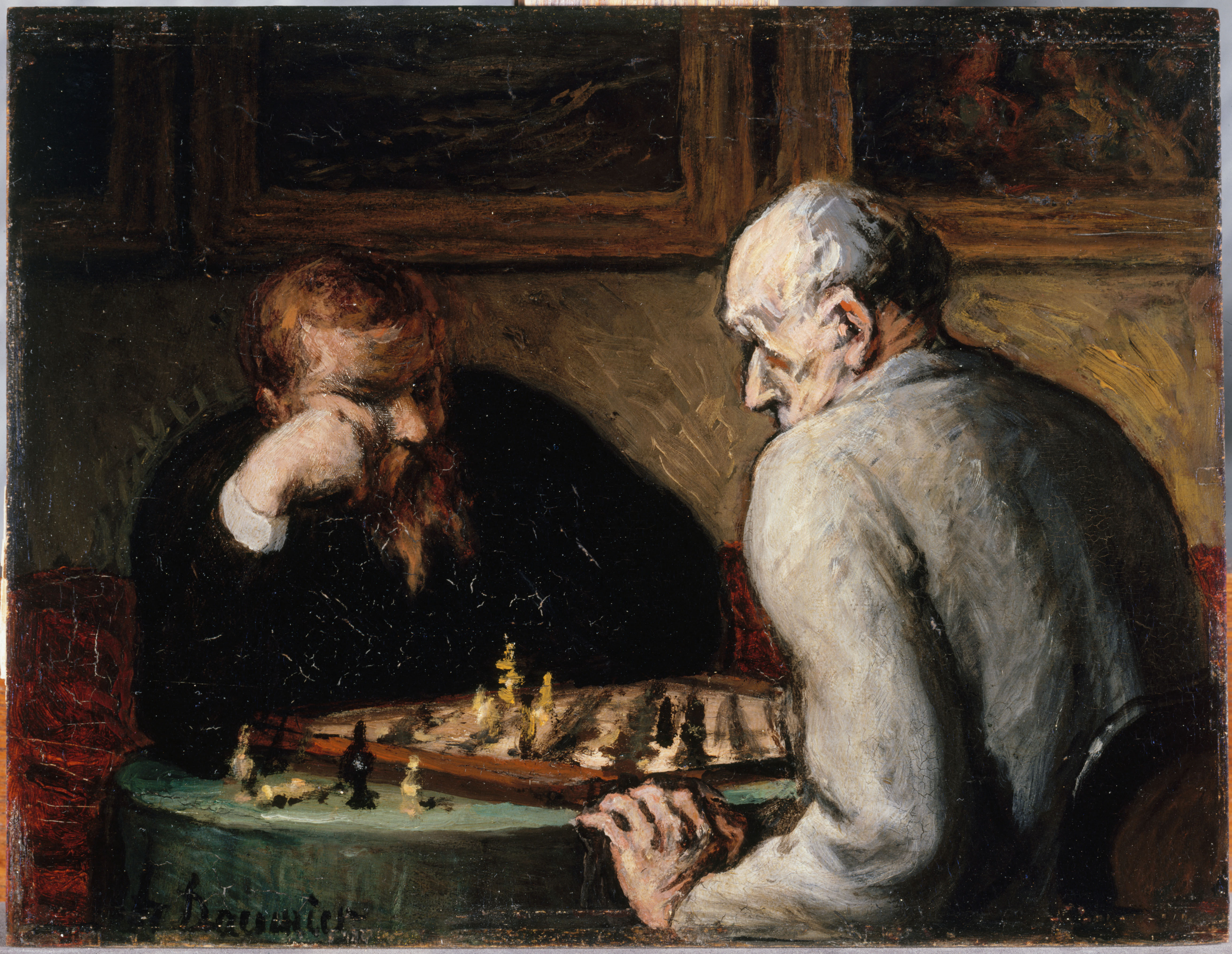
Інтелектуальна активність, в тому числі захоплення грою в шахи, і регулярне спілкування корелюють зі зниженням ризику розвитку хвороби Альцгеймера, однак причинно-наслідковий зв'язок поки не доведений.

Міжнародні дослідження, покликані оцінити, наскільки той чи інший захід здатні уповільнити або запобігти настанню хвороби, нерідко дають суперечливі результати. Досі немає твердих свідоцтв превентивної дії будь-якого з розглянутих факторів. Разом з тим, епідеміологічні дослідження свідчать про те, що деякі чинники, що піддаються корекції, — здорове харчування, фізична активність, ризик серцево-судинних захворювань, прийом ліків, розумова активність та інші — асоційовані з імовірністю розвитку хвороби. Проте реальні докази їхньої здатності запобігти хворобі можуть бути отримані лише в ході додаткового вивчення, в яке будуть входити клінічні дослідження. Інгредієнти середземноморської дієти, в тому числі фрукти і овочі, хліб, пшениця та інші круп'яні культури, оливкова олія, риба і червоне вино, можливо, здатні окремо або разом знижувати ризик і пом'якшувати перебіг хвороби Альцгеймера. Прийом деяких вітамінів, у їх числі В12, B3, С і фолієвої кислоти, під час деяких досліджень був пов'язаний зі зниженим ризиком розвитку хвороби, проте інші роботи свідчать про відсутність значущого впливу на початок і перебіг хвороби і про імовірність побічних ефектів. Куркумін, що міститься у куркумі, при дослідженні на мишах показав деяку здатність запобігати певним патологічним змінам в мозку.
Фактори ризику серцево-судинних захворювань, такі як високий рівень холестерину і артеріальна гіпертензія, цукровий діабет, куріння, асоційовані з підвищеним ризиком і більш важким перебігом хвороби Альцгеймера, але препарати, що знижують холестерин (статини) не показали ефективності у запобіганні або поліпшенні стану хворих. Довготривале застосування нестероїдних протизапальних засобів асоційоване зі зниженою ймовірністю розвитку хвороби у деяких людей. Інші ліки, наприклад, гормонозамінна терапія у жінок, більше не вважаються ефективними в запобіганні деменції. Систематичний огляд гінкго білоба, проведений 2007 року, свідчить про непослідовний і непереконливий характер представлених підтверджень впливу препарату на когнітивні порушення, а ще одне дослідження свідчить про відсутність дії на захворюваність.
Інтелектуальні заняття, такі як читання, настільні ігри, розгадування кросвордів, гра на музичних інструментах, регулярне спілкування, можливо, здатні уповільнити наступ хвороби або пом'якшити її розвиток. Володіння двома мовами асоційоване з пізнішим початком хвороби Альцгеймера. Деякі дослідження свідчать про підвищений ризик розвитку хвороби Альцгеймера у тих людей, чия робота пов'язана з впливом магнітних полів, попаданням в організм металів, особливо алюмінію (в тому числі приготування або вживання їжі із алюмінієвого посуду чи алюмінієвими столовими приборами), або використанням розчинників. Деякі з цих публікацій піддані критиці за низьку якість роботи, до того ж в інших дослідженнях не виявлено зв'язку факторів зовнішнього середовища з розвитком хвороби Альцгеймера.

### Книги
- Серія книг Advances in Alzheimer's Disease (2011—2022)
- Альцгеймер — не вирок! ReCODE: перша програма лікування й профілактики спаду когнітивних функцій / Д. Бредесен; з англ. пер. О. Бершадська. — Київ: BookChef: Форс Україна, 2018. — 320 с.+16 с. — ISBN 617-7559-29-9.
- Moustafa, Ahmed A. (2022). Alzheimer's disease: understanding biomarkers, big data, and therapy. London: Academic Press. ISBN 978-0-12-821335-3.
- Govindaraju, Thimmaiah (2022). Alzheimer's disease: recent findings in pathophysiology, diagnostic and therapeutic modalities. Cambridge, UK. ISBN 978-1-83916-273-2.
- Cummings JL, Frank JC, Cherry D, Kohatsu ND, Kemp B, Hewett L, Mittman B (2002). Guidelines for managing Alzheimer's disease: Part I. Assessment. American Family Physician. 65 (11): 2263—2272. PMID 12074525. Архів оригіналу за 13 травня 2008. Процитовано 5 квітня 2011.
- Cummings JL, Frank JC, Cherry D, Kohatsu ND, Kemp B, Hewett L, Mittman B (2002). Guidelines for managing Alzheimer's disease: Part II. Treatment. American Family Physician. 65 (12): 2525—2534. PMID 12086242. Архів оригіналу за 14 травня 2008. Процитовано 5 квітня 2011.
- Genes, lifestyles, and crossword puzzles: Can Alzheimer's disease be prevented? (PDF). US Department of Health and Human Services, National Institute on Aging. Архів оригіналу (PDF) за 25 серпня 2011. Процитовано 29 лютого 2008.
- Russell D, Barston S, White M (19 грудня 2007). Alzheimer’s Behavior Management: Learn to manage common behavior problems. helpguide.org. Архів оригіналу за 25 серпня 2011. Процитовано 29 лютого 2008.

### Журнали
- Journal of Alzheimer's Disease
- Alzheimer Disease and Associated Disorders
- Current Alzheimer Research
- Alzheimer's Research and Therapy
- International Journal of Alzheimer's Disease
- Alzheimer's and Dementia
- American Journal of Alzheimer's Disease and other Dementias